# روور
رووِر (به انگلیسی: Rover) نام یک شرکت خودروسازی بریتانیایی است که در سال ۱۸۷۸ تحت نام شرکت استارلی و ساتون تأسیس شد. در سال ۱۸۸۵ شرکت روور پس از موفقیت در تولید و توسعه دوچرخه‌های مدرن و ایمن، این شرکت وارد صنایع خودروسازی شد و تولید موتورسیکلت و خودرو را آغاز کرد.
لندرور نیز پس از سال ۱۹۴۷ به روور ملحق شد و تمام تولیدات پس از جنگ جهانی دوم به شهر سولیهول انگلستان منتقل گردید. شرکت روور تولید خود را از سال ۲۰۰۵ قطع کرده‌است و هم‌اکنون هیچ تولیدی ندارد.